# Suzette Haden Elgin
Suzette Haden Elgin, nascuda Patricia Anne Suzette Wilkins (Jefferson City, 18 de novembre de 1936 – Arkansas, 27 de gener de 2015) fou una poeta i escriptora de ciència-ficció estatunidenca, lingüista de professió i feminista convençuda. Va fundar l'Associació de Poesia de Ciència-Ficció i és considerada una figura rellevant en el camp dels llenguatges construïts per a la ciència-ficció amb la seva trilogia Native Longue.
Fora de la ciència-ficció, és coneguda per la seva trilogia L'art de l'autodefensa verbal, assaig on presenta les tàctiques clau i les habilitats per controlar el comportament lingüístic en la vida personal i professional. Explica els significats ocults dels silencis, el llenguatge corporal, l'expressió i el to.

## Biografia
Patricia Anne Suzette Wilkins va néixer el 1936 a la ciutat de Jefferson, Missouri. Va estudiar a la Universitat de Califòrnia a San Diego, on es va doctorar en Lingüística durant la dècada de 1960. Fou la primera estudiant de la UCSD a escriure dues tesis: una en anglès i una altra en navaho. Va ser professora de lingüística a la Universitat Estatal de San Diego entre els anys 1972 i 1980, on va fer interessants treballs d'investigació.
Va començar a escriure ciència-ficció el 1969 amb el relat «For the Sake of Grace» en la publicació especialitzada Magazine of Fantasy and Science Fiction, un relat que posteriorment s'incorporaria a la seva obra At the Seventh Level (1972), obra que integra una sèrie d'òperes espacials on es narren les aventures interestel·lars de Coyote Jones, agent de la Trigalactic Intelligence Service. Les tres primeres novel·les es convertiran en una trilogia publicada el 1980 amb el títol de Communipath Worlds. El grau de detall amb què es parla de la situació de les dones és tal (especialment en la segona novel·la, Furthest, de 1971), que la sèrie es farà servir en investigacions i estudis feministes.
Elgin, a més a més, va crear un llenguatge artificial per a la seva trilogia de ciència-ficció Native Tongue, conegut com a láadan, que es fonamenta en una interpretació feminista de la hipòtesi de Sapir-Whorf, que argumenta que cada llengua fa una comprensió particular del món. El 1983 va publicar una gramàtica i un diccionari que presenta el tema i descriu aquest llenguatge: A first dictionary of Láadan (1983).
Escriptora compromesa amb una visió feminista del món, va reivindicar la rellevància de la ciència-ficció feminista i va donar una de les més interessants definicions del gènere des d'una òptica feminista:
| «                      | La ciència-ficció és l'únic gènere de la literatura en què és possible que una escriptora explori la pregunta de què seria aquest món si pogués desfer-se de [X], on [X] es pot omplir amb qualsevol de tots els fets al món real que limiten i oprimeixen les dones. | » |
| — Suzette Haden Elgin, | |   |

El 1978, Elgin va fundar l'Associació de Poesia de Ciència Ficció, i aviat va publicar un text de suport útil, The Science Fiction Poetry Handbook (revisió 2004 de la versió informal de 1986). El Premi de la SFPA actualment rep el nom d'Elgin en el seu honor.
A més de novel·les, va publicar relats breus de ciència-ficció. Els temes principals de les seves obres inclouen el feminisme, la lingüística, l'impacte del llenguatge apropiat i la coexistència pacífica amb la naturalesa. Moltes de les seves obres reflecteixen l'entorn cultural i el patrimoni d'Ozark. Elgin fou professora universitària a Califòrnia (SDSU) i es va retirar a l'any 1980 a viure a Arkansas amb el seu segon marit, George Elgin. Va morir l'any 2015 a l'edat de 78 anys per causes desconegudes. El seu marit li va sobreviure mentre que el seu fill Michael, per contra, havia mort anteriorment.

## Guardons
Suzette Haden Elgin al llarg de la seva carrera va guanyar el Premi Rhysling de poesia de l'Associació de Poesia de Ciència-Ficció amb Rocky Road to Hoe el 1988. També va estar nominada quatre vegades als Premis Locus amb tres novel·les i un relat breu (1972, 1982, 1985, 1987): Furthest (1971), Twelve Fair Kingdoms (1981), Native Tongue (1984) i el relat breu «Lo, How an Oak E'er Blooming» (1986).
El 1995 va ser nominada al Guardó James Tiptree Jr Memorial, que reconeix obres de ciència-ficció que exploren i amplien els rols de dones i homes, amb la seva novel·la Earthsong (1993) que és la que tanca la seva reconeguda trilogia Native Tongue.

## Obra
Aquí es presenten algunes de les obres més rellevants. Per a una versió detallada es recomana consultar la seva fitxa a la Internet Speculative Fiction Database.

### Novel·les
Native Tongue, el primer volum de la trilogia homònima, ha estat publicat en català per l'editorial Chronos l'any 2020 amb el títol Llengua materna, traducció d'Eduard Castanyo.

#### Sèrie Coyote Jones
- Communipath worlds (1980); ISBN 9780671833923. Aquí s'inclouen les tres primeres novel·les de la sèrie: The Communipaths (1970), Furthest (1971) i At the Seventh Level (1972).
- Star-Anchored, Star-Angered (1984); ISBN 9780879979294
- Yonder Comes the Other End of Time (1986); ISBN 9780886771102

#### Trilogia d'Ozark Fantasy
- The Ozark trilogy. Suzette Haden Elgin. Fayetteville : University of Arkansas Press, 2000. ISBN 9781557285928. Aquí s'inclouen: Twelve Fair Kingdoms (1981), The Grand Jubilee (1981), i Then There'll Be Fireworks (1981).

#### Trilogia Native Tongue
- Native Tongue (1984); ISBN 0-87997-945-3[15]
- The Judas Rose (1987); ISBN 0-88677-186-2[16]
- Earthsong (1993); ISBN 0-88677-592-2

Relacionada amb aquesta trilogia va publicar l'obra d'investigació A First Dictionary and Grammar of Láadan (1985); ISBN 0-9618641-0-9

### Relats breus
Es presenten les obres més rellevants, per a una versió detallada es recomana consulta la seva fitxa a la ISDF.

| Relats breus (1969-2007) |
| --- |
| - "For the Sake of Grace" – Fantasy & Science Fiction, 1969. - "Old Rocking Chair's Got Me" – Fantasy & Science Fiction, 1974. - "Modulation in All Things" – Reflections of the Future anthology, 1975 - "Lest Levitation Come Upon Us" – Perpetual Light anthology, 1982. - "Magic Granny Says Don't Meddle" – Fantasy & Science Fiction, 1984. - "School Days" – Light Years and Dark anthology, 1984. - "Chico Lafleur Talks Funny" – A Treasury of American Horror Stories, 1985. - "Lo, How an Oak E'er Blooming" – Fantasy & Science Fiction, 1986. - "Hush My Mouth" – Alternative Histories: 11 Stories of the World as It Might Have Been, edited by Charles G. Waugh and Martin H. Greenberg, 1986. - "Tornado" – Fantasy & Science Fiction, 1989. - "What the EPA Don't Know Won't Hurt Them" – Fantasy & Science Fiction, 1990. - "Only A Housewife" – Fantasy & Science Fiction, 1995. - "Soulfedge Rock" – Space Opera anthology, 1996. - "Weather Bulletin" – 1999. - "Honor Is Golden" – Analog, 2003. - "We have always spoken Panglish"- SciFi.com, 2004. S'inclou a la seva novel·la Native Tongue / LLengua Materna. - "What We Can See Now, Looking in the Glass", 2007. |

### Poesia
| Petit recull (1965-2005) |
| --- |
| - The Less Said: A Book of Poems, 1965. - "McLuhan Transposed" – Burning with a Vision anthology, 1968. - "Lexical Gap" – Isaac Asimov's Science Fiction Magazine, 1985. - "Presuppositional Ghostbusting" – Isaac Asimov's Science Fiction Magazine, 1985. - "Rocky Road to Hoe" – Star Line, 1987. - "Binary Addendum" – Star Line, 1989. - The science fiction poetry handbook. Suzette Haden Elgin; Mike Allen; Bud Webster; Science Fiction Poetry Association. Cedar Rapids, Iowa : Sam's Dot Publishing in cooperation with the Science Fiction Poetry Association, 2005. ISBN 9781930847811 |

### No ficció
| Sèrie The Gentle Art of Verbal Self-Defense (assaigs) |
| --- |
| - The Gentle Art of Verbal Self-Defense (1980); ISBN 0-13-351080-8 - More on the Gentle Art of Verbal Self-Defense (1983); ISBN 0-13-601120-9 - The Gentle Art of Verbal Self-Defense Workbook (1987) - The Last Word on the Gentle Art of Verbal Self-Defense (1987); ISBN 0-13-524067-0 - Language in Emergency Medicine (1987); ISBN 0-7388-1227-7 - The Gentle Art of Verbal Self Defense (1988); ISBN 0-88029-257-1 - Growing Civilized Kids in a Savage World (1989) - The Gentle Art of Verbal Self-Defense for Business Success (1989); ISBN 0-13-921032-6 - Success with the Art of Verbal Self-Defense (1989); ISBN 0-13-688581-0 - Staying Well with the Gentle Art of Verbal Self-Defense (1990); ISBN 0-13-845116-8 - GenderSpeak (1993); ISBN 0-471-58016-3 - The Gentle Art of Written Self-Defense (1993); ISBN 1-56731-113-X - The Gentle Art of Written Self-Defense Letter Book (1993); ISBN 0-13-350422-0 - Language in Law Enforcement (1993); ISBN 1-878709-04-6 - Linguistics & Science Fiction Sampler (1994) - Mastering the Gentle Art of Verbal Self-Defense (1995); ISBN 0-7871-0282-2 - BusinessSpeak (1995); ISBN 0-07-020000-9 - "You Can't Say That To Me!" (1995); ISBN 0-471-00399-9 - The Gentle Art of Communicating with Kids (1996); ISBN 0-471-03996-9 - How to Disagree Without Being Disagreeable (1997-03; Wiley); ISBN 0-471-15705-8 - How to Turn the Other Cheek and Still Survive in Today's World (1997); ISBN 0-7852-7249-6 - The Gentle Art of Verbal Self-Defense at Work (2000); ISBN 0-7352-0089-0 - The Gentle Art of Verbal Self-Defense: Revised and Updated (2009); ISBN 978-1-4351-1342-8 |

| Altres obres: Investigació i Lingüistica |
| --- |
| - A Guide to Transformational Grammar (1973); ISBN 0-03-080126-5 - What is Linguistics? (1973); ISBN 0-13-952390-1 - Bully for Us (1974); OCLC 1074205630 - Pouring Down Words (1975); ISBN 0-13-686857-6 - A Primer of Transformational Grammar for Rank Beginners (1975); ISBN 0-8141-3693-1 - Never mind the trees : what an English teacher really needs to know about linguistics (1980); OCLC 7859553 - The Great Grammar Myth (1982); OCLC 123166676 - A First Dictionary and Grammar of Láadan (1985); ISBN 0-9618641-0-9 - Try to Feel It My Way (1997); ISBN 0-471-00670-X - The Grandmother Principles (1998); ISBN 0-7892-0431-2 - The Language Imperative (2000); ISBN 0-7382-0254-1 - Peacetalk 101 (2003); ISBN 1-59021-030-1 |